# Storsjøen (Nord-Odal)
Der Storsjøen ist ein See im norwegischen Fylke Innlandet. Der See liegt in den Kommunen Sør-Odal und Nord-Odal. Der See wird von diesen Kommunen etwa in der Mitte geteilt. Das Gewässer ist einer der bekanntesten Landschaften in der Region.

## Geografie
Gespeist wird der Storsjøen durch mehrere kleine Zuflüsse. Der Storsjøen ist durch den kleinen Fluss Oppstadåa mit dem Fluss Glåma verbunden. Im Normalfall bildet der Oppstadåa einen Abfluss des Sees in Richtung Glåma. Bei anhaltenden Regenfällen steigt jedoch der Wasserspiegel des Glåma an, sodass der Oppstadåa einen Zufluss zum Storsjøen bildet. Dieses Wasser hat einen hohen gehalt an Sand und Schlick. Das hat zur Folge, dass es ein langgezoges Delta am Beginn des Oppstadåa am Storsjøen gibt.
Im See gibt es zahlreiche Inseln (der Größe nach geordnet):
- Øyen (ca. 2 523 114 m²)
- Engene (ca. 741 692 m²)
- Rovøya (81 112 m²)
- Engelholmen (37 216 m²)
- Ramsholmen (27 803 m²)
- Jordfetta (22 400 m²)
- Svartholmen (20 147 m²)
- Ørderholmen (11 276 m²)
- Svennebyholmen (6 381 m²)
- Vesle Svarten (4 564 m²)
- Kjellingholmen (4 195 m²)
- Viksholmen (3 985 m²)
- Grøntua i Sør-Odal (3 181 m²)

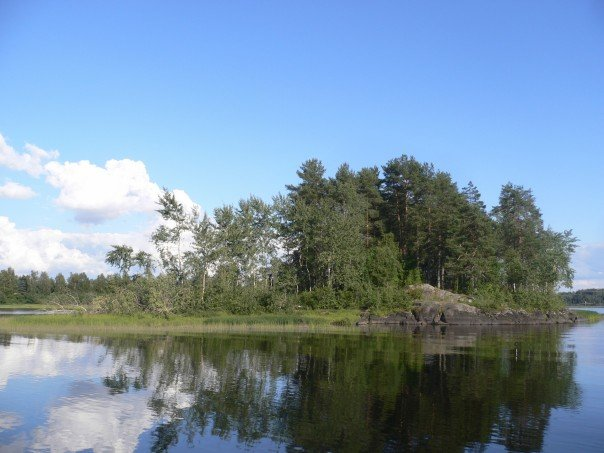
Svennebyholmen

- Grøntua i Nord-Odal (2 995 m²)
- Furuholmen (2 187 m²)
- Kristiansholmen (1 271 m²)
- Bratten (1 226 m²)
- Frierholmen (617 m²)
- Fleskholmen (481 m²)
- Lomskjæret (40 m²)

Um den See liegen verschiedene Siedlungen. An der Nordspitze liegt Gardvik. An der Ostküste des Sees liegt der Ort Ausvatn. Im Nordosten des Sees liegen Sagstua und Sand.

## Geologie
Der Boden besteht aus Granit, welcher in der  vorkambrischen Zeit entstand und zum trans-skandinavischen Intrusivgürtel gehört.

## Infrastruktur
Im Osten führt die Straße 24 am Storsjøen entlang. Die Fv209 umrundet den See in den anderen Himmelsrichtungen.
Vor dem Bau eines größeren Straßensystems gab es auf dem Storsjøen Fährverkehr. Zwischen Nord-Odal und Skarnes wurden auf den Schiffen „Odølingen“ und MS „Storsjø“ Güter und Waren transportiert.

## Tourismus
Der See ist bei Camping- und Angeltouristen beliebt. Im See kommen viele verschiedene Fischarten vor, darunter Hecht, Forelle und Barsch.
Jedes Jahr findet das Gjedde Festival am Ufer des Sees statt.